# Nekrolog 1. Quartal 1959
Nekrolog
◄◄
| ◄
| 1955
| 1956
| 1957
| 1958
| 1959 | 1960 | 1961 | 1962 | 1963 | ► | ►►
1. Quartal |
2. Quartal |
3. Quartal |
4. Quartal 1959
Weitere Ereignisse | Allgemeiner Nekrolog 1959
Die Beschreibung der verstorbenen Person sollte so kurz wie möglich gehalten sein und nur deren signifikante Tätigkeit(en) enthalten.
Neue Namen ggf. auch unter dem Geburts- und Sterbedatum, also etwa unter 1. Januar und im Geburts- und Sterbejahr (2024) eintragen (nur bei entsprechender großer Wichtigkeit). Für Beispiele siehe die schon vorhandenen Artikel.
Außerdem über die fünf zuletzt Verstorbenen, zu denen es einen ausreichend guten Artikel für eine Präsentation auf der Hauptseite gibt, nach der todesbedingten Überarbeitung der Artikel ggf. auch unter Wikipedia Diskussion:Hauptseite informieren und sie am besten auch in den anderen Wikipedia-Sprachversionen eintragen. Tipp: Regelmäßig bei news.google.de nach „ist tot“, „gestorben“ oder „verstorben“ suchen.
Wenn eine Person gestorben ist, gibt es viele Seiten zu dieser Person in der Wikipedia, die davon auch betroffen sind und entsprechend aktualisiert werden müssen. Beispiele: Namenübersichtsseite, Geburtsjahr, Geburtsort-Seiten und viele mehr.
Wie finde ich die betroffenen Seiten?
Im Suchfeld auf der linken Seite gibt man den Suchbegriff so ein: „Vorname Nachname“. Dann klickt man auf Volltext und alle Seiten mit entsprechendem Suchtext werden aufgerufen. Hier sieht man dann schnell, wo auch das Todesjahr Sinn macht oder sogar ein Teil des Artikels angepasst werden muss. Auch hilft das „Werkzeug“ auf der linken Seite sehr gut, um solche Seiten aufzufinden: „Links auf diese Seite“. Somit ist die Wikipedia wieder aktuell in allen Bereichen! Hinweis: bei Eintragung der Kategorie „Gestorben JAHR“ wird der Missbrauchsfilter 49 ausgelöst, was jedoch nicht schlimm ist. Siehe: Spezial:Missbrauchsfilter/49
Dies ist eine Liste von im ersten Quartal 1959 verstorbenen bekannten Persönlichkeiten. Die Einträge erfolgen innerhalb der einzelnen Daten alphabetisch sortiert. Tiere sind im Nekrolog für Tiere zu finden.

## Januar
| Tag        | Name                            | Beruf, bekannt als                                                                              | Alter | Beleg |
| ---------- | ------------------------------- | ----------------------------------------------------------------------------------------------- | ----- | ----- |
| 1. Januar  | Alfred Gerstenberg              | deutscher Offizier, zuletzt Generalleutnant im Zweiten Weltkrieg                                | 65    |       |
| 1. Januar  | Albert Huber                    | Schweizer Diplomat                                                                              | 61    |       |
| 1. Januar  | Josef Kastner                   | deutscher Bürgermeister und MdL Bayern                                                          | 54    |       |
| 1. Januar  | Georg Kenzler                   | deutscher Politiker, MdR                                                                        | 74    |       |
| 1. Januar  | Harald von Loudon               | deutsch-baltischer Ornithologe                                                                  | 82    |       |
| 1. Januar  | Fritz Reichl                    | österreichisch-US-amerikanischer Architekt                                                      | 68    |       |
| 2. Januar  | Wilhelm August Dollinger        | Landtagsabgeordneter Volksstaat Hessen                                                          | 85    |       |
| 2. Januar  | Zakaria Goneim                  | ägyptischer Ägyptologe                                                                          |       |       |
| 2. Januar  | Otto Porsch                     | österreichischer Botaniker                                                                      | 83    |       |
| 3. Januar  | Ernst Balzli                    | Schweizer Mundartschriftsteller und Lehrer                                                      | 56    |       |
| 3. Januar  | Else Brauneis                   | deutsche Malerin                                                                                | 81    |       |
| 3. Januar  | Ed Cuffee                       | US-amerikanischer Jazz-Posaunist                                                                | 56    |       |
| 3. Januar  | Edwin Muir                      | schottischer Schriftsteller                                                                     | 71    |       |
| 3. Januar  | Wada Eisaku                     | japanischer Maler                                                                               | 84    |       |
| 4. Januar  | Tamara Borosdina-Kosmina        | russische bzw. sowjetische Ägyptologin                                                          | 69    |       |
| 4. Januar  | Robert Lenoble                  | französischer Wissenschaftshistoriker                                                           | 56    |       |
| 4. Januar  | Rudolf Schleier                 | deutscher Kaufmann, Diplomat und Nationalsozialist                                              | 59    |       |
| 5. Januar  | Hans Dittmer                    | deutscher Theologe und Schriftsteller                                                           | 65    |       |
| 5. Januar  | Davis Elkins                    | US-amerikanischer Politiker                                                                     | 82    |       |
| 5. Januar  | Friedrich von Vittinghoff       | deutscher Adliger und Politiker                                                                 | 84    |       |
| 5. Januar  | Richard St. John Ormerod Wayne  | Administrator von Antigua und Barbuda                                                           | 54    |       |
| 5. Januar  | Friedrich Adolf Willers         | deutscher Mathematiker                                                                          | 75    |       |
| 6. Januar  | Octavus Roy Cohen               | US-amerikanischer Jurist und Schriftsteller                                                     | 67    |       |
| 6. Januar  | Vincenzo Florio                 | italienischer Unternehmer und Automobilrennfahrer                                               | 75    |       |
| 6. Januar  | João Batista Portocarrero Costa | römisch-katholischer Koadjutorerzbischof von Olinda e Recife                                    | 54    |       |
| 7. Januar  | Max Döllner                     | deutscher Mediziner und Heimatforscher                                                          | 84    |       |
| 7. Januar  | Cees Erkelens                   | niederländischer Radrennfahrer                                                                  | 69    |       |
| 7. Januar  | John Kirwan                     | irischer Fußballspieler und -trainer                                                            | 80    |       |
| 7. Januar  | Georg Lakon                     | deutscher Botaniker und Saatgutforscher                                                         | 76    |       |
| 7. Januar  | Norbert Liebermann              | österreichischer Versicherungsfachmann                                                          | 77    |       |
| 9. Januar  | Hermann Abmayr                  | deutscher Tierarzt und Senator (Bayern)                                                         | 67    |       |
| 9. Januar  | Giuseppe Bottai                 | italienischer Politiker                                                                         | 63    |       |
| 9. Januar  | Hans Bredow                     | deutscher Rundfunkpionier                                                                       | 79    |       |
| 9. Januar  | Karl Hofmann                    | deutscher Widerstandskämpfer und Beamter                                                        | 57    |       |
| 9. Januar  | Emilie Sauer                    | deutsche Wirtin und Studentenmutter                                                             | 84    |       |
| 9. Januar  | Paul Friedrich Scheel           | deutscher Orthopäde und Hochschullehrer in Rostock                                              | 75    |       |
| 10. Januar | Hans Brand                      | deutscher Bergbauingenieur und SS-Standartenführer                                              | 79    |       |
| 10. Januar | Michael Grzimek                 | deutscher Zoologe und Tierfilmer                                                                | 24    |       |
| 10. Januar | Wilhelm Häcker                  | deutscher Philologe                                                                             | 81    |       |
| 10. Januar | Şükrü Kaya                      | türkischer Politiker                                                                            |       |       |
| 10. Januar | Gustav Schröder                 | deutscher Kapitän und Gerechter unter den Völkern                                               | 73    |       |
| 11. Januar | Edward Bibring                  | österreichisch-US-amerikanischer Psychoanalytiker                                               | 64    |       |
| 11. Januar | Conrad von Brockdorff-Ahlefeldt | deutscher Offizier und Gutsbesitzer                                                             | 72    |       |
| 11. Januar | Gérard Carbonara                | US-amerikanischer Musiker und Filmkomponist                                                     | 72    |       |
| 11. Januar | Reinhard Dietel                 | deutscher Politiker und Mitglied des Sächsischen Landtages                                      | 82    |       |
| 11. Januar | Richard Lauxmann                | Präsident der deutschen Post Osten                                                              | 60    |       |
| 11. Januar | Susana Soca                     | uruguayische Herausgeberin des Literaturmagazins "La Licorne"                                   | 52    |       |
| 11. Januar | Ernst Wolff                     | deutscher Jurist                                                                                | 81    |       |
| 12. Januar | Edvard Eriksen                  | dänischer Bildhauer                                                                             | 82    |       |
| 12. Januar | Karl Jordan                     | deutscher und englischer Entomologe                                                             | 97    |       |
| 12. Januar | Henri Nouveau                   | deutsch-französischer Maler, Bildhauer, Komponist, Pianist, Schriftsteller und Kunsttheoretiker | 57    |       |
| 13. Januar | Karl Henzel                     | Landtagsabgeordneter im Volksstaat Hessen                                                       | 82    |       |
| 14. Januar | Eivind Berggrav                 | lutherischer Bischof, Primas der Kirche von Norwegen                                            | 74    |       |
| 14. Januar | George Douglas Howard Cole      | britischer Wirtschaftswissenschaftler. Historiker und Autor                                     | 69    |       |
| 14. Januar | Franz Zaiser                    | österreichischer Generalleutnant der deutschen Luftwaffe                                        | 72    |       |
| 15. Januar | Samuel Blumer                   | Schweizer Unternehmer                                                                           | 77    |       |
| 15. Januar | Hans Hoppe                      | deutscher evangelischer Theologe                                                                | 71    |       |
| 15. Januar | Alfred Kohn                     | österreichischer Arzt und Histologe                                                             | 91    |       |
| 15. Januar | Samuel S. Lewis                 | US-amerikanischer Politiker                                                                     | 84    |       |
| 15. Januar | Inna Ljubimenko                 | russische bzw. sowjetische Historikerin                                                         | 80    |       |
| 15. Januar | Ignas Šeinius                   | litauisch-schwedischer Schriftsteller, Publizist und Diplomat                                   | 69    |       |
| 16. Januar | Carl Bartuzat                   | deutscher Flötist                                                                               | 76    |       |
| 16. Januar | Hryhorij Kompanijez             | ukrainischer Komponist, Chordirigent und Pädagoge                                               | 77    |       |
| 16. Januar | Willy Russ                      | Schweizer Unternehmer, Kunstsammler, Museumskurator und Mäzen                                   | 81    |       |
| 16. Januar | Dagny Schjelderup               | norwegische Schauspielerin und Opernsängerin                                                    | 68    |       |
| 16. Januar | Henri Jacob Victor Sody         | niederländischer Biologe                                                                        | 66    |       |
| 16. Januar | Yamamoto Issei                  | japanischer Astronom                                                                            | 69    |       |
| 17. Januar | Joan Amades                     | katalanischer Ethnologe und Folklorist                                                          | 68    |       |
| 17. Januar | Arnold Wycombe Gomme            | britischer Klassischer Philologe und Althistoriker                                              | 72    |       |
| 17. Januar | Otto Schwink                    | deutsche Offizier                                                                               | 75    |       |
| 17. Januar | Max Kukil                       | deutscher Politiker, MdL                                                                        | 54    |       |
| 18. Januar | Johann Blümel                   | österreichischer Politiker, Abgeordneter zum Nationalrat                                        | 68    |       |
| 18. Januar | Ernst Budde                     | deutscher Politiker, MdL                                                                        | 68    |       |
| 18. Januar | Theodor Buddenbrock             | deutscher römisch-katholischer Erzbischof                                                       | 80    |       |
| 18. Januar | Clemente Inofuentes Guisbert    | bolivianischer Militär und Diplomat                                                             |       |       |
| 18. Januar | Henri Koot                      | niederländischer General und Kryptologe                                                         | 75    |       |
| 18. Januar | Vitus Recke                     | deutscher Abt                                                                                   | 71    |       |
| 18. Januar | Rita Sacchetto                  | Tänzerin und Schauspielerin                                                                     | 79    |       |
| 19. Januar | Richard Kirman                  | Gouverneur des Bundesstaates Nevada                                                             | 82    |       |
| 19. Januar | Lock Martin                     | US-amerikanischer Laienschauspieler                                                             | 42    |       |
| 19. Januar | Wilhelm Neuser                  | deutscher evangelischer Generalsuperintendent                                                   | 70    |       |
| 19. Januar | Oleksandr Nossalewytsch         | ukrainischer Opernsänger                                                                        | 84    |       |
| 19. Januar | Moritz Straus                   | deutscher Ingenieur und Geschäftsmann                                                           | 76    |       |
| 19. Januar | Hans Venatier                   | deutscher Schriftsteller                                                                        | 55    |       |
| 20. Januar | Bernhard Guttmann               | deutscher Journalist                                                                            | 89    |       |
| 20. Januar | Hellmuth Habersbrunner          | deutscher Rundfunkintendant                                                                     | 59    |       |
| 20. Januar | Heinrich Reinhardt              | deutscher Politiker (NSDAP), MdR                                                                | 64    |       |
| 20. Januar | Erich Stern                     | deutscher Psychiater, Psychologe und Pädagoge                                                   | 69    |       |
| 20. Januar | Georg Wehrung                   | deutscher evangelischer Theologe                                                                | 78    |       |
| 21. Januar | Cecil B. DeMille                | US-amerikanischer Regisseur und Filmproduzent                                                   | 77    |       |
| 21. Januar | Rudolf Dittler                  | deutscher Physiologe und Hochschullehrer                                                        | 77    |       |
| 21. Januar | Josef Hipp                      | deutscher Leichtathlet                                                                          | 31    |       |
| 21. Januar | Alfie Lambe                     | irisches Mitglied der Legion Mariens und Missionar in Südamerika                                | 26    |       |
| 21. Januar | Richard Miller                  | deutscher Maler und Grafiker                                                                    | 53    |       |
| 21. Januar | Cécile Ines Loos                | Schweizer Dichterin                                                                             | 75    |       |
| 21. Januar | Carl Switzer                    | US-amerikanischer Filmschauspieler                                                              | 31    |       |
| 21. Januar | Lajos Wick                      | ungarischer Ruderer                                                                             | 66    |       |
| 22. Januar | Thomas S. Gordon                | US-amerikanischer Politiker                                                                     | 65    |       |
| 22. Januar | Mike Hawthorn                   | englischer Formel-1-Rennfahrer                                                                  | 29    |       |
| 22. Januar | Vinzenz Oskar Ludwig            | österreichischer Augustiner-Chorherr, Historiker und Autor                                      | 83    |       |
| 22. Januar | Else Mauhs                      | niederländische Schauspielerin                                                                  | 73    |       |
| 22. Januar | Elisabeth Moore                 | US-amerikanische Tennisspielerin                                                                | 82    |       |
| 22. Januar | Felix Samuely                   | britischer Bauingenieur                                                                         | 56    |       |
| 22. Januar | Friedrich Spennrath             | deutscher Regierungsbeamter                                                                     | 70    |       |
| 23. Januar | Daniel B. Cathcart              | US-amerikanischer Artdirector und Szenenbildner                                                 | 52    |       |
| 23. Januar | George H. Christopher           | US-amerikanischer Politiker                                                                     | 70    |       |
| 23. Januar | Gottfried Guggenbühl            | Schweizer Historiker                                                                            | 70    |       |
| 23. Januar | Wilhelm Ludwig                  | deutscher Zoologe und Genetiker                                                                 | 57    |       |
| 24. Januar | Willi Elstner                   | Parteifunktionär der DDR                                                                        | 50    |       |
| 24. Januar | Jean Lhermitte                  | französischer Neurologe                                                                         | 82    |       |
| 24. Januar | David Mannes                    | US-amerikanischer Geiger, Dirigent und Musikpädagoge                                            | 93    |       |
| 24. Januar | Bernhard Uffrecht               | deutscher Reformpädagoge und Autor                                                              | 73    |       |
| 25. Januar | William Flannery                | US-amerikanischer Artdirector und Szenenbildner                                                 | 60    |       |
| 25. Januar | Hans Prutscher                  | österreichischer Architekt                                                                      | 85    |       |
| 25. Januar | Josefine Welsch                 | österreichische Landtagsabgeordnete                                                             | 82    |       |
| 26. Januar | Albert Bollmann                 | deutscher Fußballspieler                                                                        | 69    |       |
| 26. Januar | Bruno Gröning                   | deutscher Wunderheiler                                                                          | 52    |       |
| 26. Januar | MacGillivray Milne              | US-amerikanischer Marineoffizier                                                                | 76    |       |
| 26. Januar | Goebel Reeves                   | US-amerikanischer Country- und Folksänger                                                       | 59    |       |
| 26. Januar | Oskar Schröder                  | deutscher Sanitätsoffizier und HNO-Arzt                                                         | 67    |       |
| 26. Januar | Dan Weiner                      | US-amerikanischer Fotojournalist                                                                | 39    |       |
| 27. Januar | Paul Walter Ehrhardt            | deutscher Maler                                                                                 | 86    |       |
| 27. Januar | Hans Ellenbeck                  | deutscher Politiker, MdR                                                                        | 69    |       |
| 27. Januar | Jozef Sivák                     | slowakischer Journalist, Autor, Lehrer und Politiker                                            | 73    |       |
| 27. Januar | Julius Spanier                  | deutscher Arzt                                                                                  | 78    |       |
| 27. Januar | Gabriel Théry                   | französischer Historiker und Theologe                                                           | 67    |       |
| 28. Januar | Martha Warren Beckwith          | US-amerikanische Folkloristin und Ethnographin                                                  | 88    |       |
| 28. Januar | Viktor Keldorfer                | österreichischer Chordirigent und Komponist                                                     | 85    |       |
| 28. Januar | Wilhelm Limpert                 | deutscher Verleger und Buchdrucker                                                              | 67    |       |
| 28. Januar | Yosef Sprinzak                  | israelischer Politiker                                                                          | 73    |       |
| 28. Januar | Philip Tonge                    | britischer Schauspieler                                                                         | 61    |       |
| 28. Januar | Franz Wiesmann                  | österreichischer Architekt                                                                      | 71    |       |
| 29. Januar | Hans Magel                      | deutscher Schauspieler                                                                          | 53    |       |
| 29. Januar | Pauline Smith                   | südafrikanische Schriftstellerin                                                                | 76    |       |
| 30. Januar | Oszkár Abay-Nemes               | ungarischer Schwimmer                                                                           | 45    |       |
| 30. Januar | Therese Behr-Schnabel           | deutsche Sängerin                                                                               | 82    |       |
| 30. Januar | Boyce Brown                     | US-amerikanischer Jazz-Saxophonist                                                              | 48    |       |
| 30. Januar | Carl Egede                      | grönländischer Landesrat                                                                        | 34    |       |
| 30. Januar | Hans Füsser                     | deutscher Illustrator, Karikaturist und Comiczeichner                                           | 60    |       |
| 30. Januar | Ottomar Maddison                | russisch-estnisch-sowjetischer Verkehrs- und Brücken-Bauingenieur                               | 79    |       |
| 30. Januar | Lina Lossen                     | deutsche Schauspielerin                                                                         | 80    |       |
| 30. Januar | Augo Lynge                      | grönländischer Politiker, Lehrer und Schriftsteller                                             | 59    |       |
| 30. Januar | Aimé Proot                      | belgischer Langstreckenläufer                                                                   | 68    |       |
| 30. Januar | Curt Prüfer                     | deutscher Botschafter                                                                           | 77    |       |
| 31. Januar | Margarete Klinckerfuß           | deutsche Pianistin                                                                              | 81    |       |
| 31. Januar | Joseph Merlot                   | belgischer Politiker                                                                            | 72    |       |
| 31. Januar | Karl von Prager                 | deutscher General der Infanterie im Zweiten Weltkrieg                                           | 83    |       |
| Januar     | Gustav Borgner                  | Geschäftsführer der Großeinkaufs-Gesellschaft Deutscher Consumvereine                           | 79    |       |
| Januar     | Johannes Kleiman                | Helfer Anne Franks und ihrer Familie                                                            | 62    |       |
| Januar     | Alois Spaniol                   | Gauleiter des Saargebiets                                                                       | 54    |       |

## Februar
| Tag         | Name                                     | Beruf, bekannt als                                                                                | Alter | Beleg |
| ----------- | ---------------------------------------- | ------------------------------------------------------------------------------------------------- | ----- | ----- |
| 1. Februar  | Willie Hoppe                             | US-amerikanischer Billardspieler und 51-maliger Weltmeister                                       | 71    |       |
| 1. Februar  | Mathilde Schjøtt                         | Realschullehrerin und erste Beamte Norwegens                                                      | 82    |       |
| 1. Februar  | Frank Shannon                            | US-amerikanischer Schauspieler                                                                    | 84    |       |
| 1. Februar  | Theodore Spicer Simson                   | britisch-US-amerikanischer Maler und Bildhauer                                                    | 87    |       |
| 1. Februar  | Madame Sul-Te-Wan                        | US-amerikanische Film- und Theaterschauspielerin                                                  | 85    |       |
| 1. Februar  | Heinrich Tillmann                        | deutscher Ingenieur und Bremer Oberbaudirektor                                                    | 91    |       |
| 1. Februar  | Ferdinand Wolsegger                      | österreichischer Regierungspräsident                                                              | 78    |       |
| 2. Februar  | Toni Egger                               | österreichischer Kletterer und Bergsteiger                                                        | 32    |       |
| 2. Februar  | Eduard Glanzmann                         | Schweizer Kinderarzt                                                                              | 71    |       |
| 2. Februar  | Edward Hays                              | britischer Automobilrennfahrer                                                                    | 59    |       |
| 2. Februar  | Paul Klages                              | deutscher Flugzeugkonstrukteur                                                                    | 60    |       |
| 2. Februar  | Alexander Rueb                           | niederländischer Schachfunktionär, Präsident der FIDE                                             | 76    |       |
| 3. Februar  | Francesco De Robertis                    | italienischer Filmregisseur und Drehbuchautor                                                     | 56    |       |
| 3. Februar  | Buddy Holly                              | US-amerikanischer Rock-’n’-Roll-Musiker und Songschreiber                                         | 22    |       |
| 3. Februar  | Karl Honisch                             | deutscher Gewerkschafter, Vorsitzender IG Bergbau                                                 | 65    |       |
| 3. Februar  | Richard Lattorf                          | deutscher Kaufmann und Industrie-Manager                                                          | 94    |       |
| 3. Februar  | Ernst Pauler                             | österreichischer Fußballtorhüter und Trainer                                                      | 56    |       |
| 3. Februar  | Roger Peterson                           | US-amerikanischer Pilot                                                                           | 21    |       |
| 3. Februar  | Phra Mongkol-Thepmuni                    | thailändischer buddhistischer Mönch                                                               | 74    |       |
| 3. Februar  | Sidney Robinson                          | britischer Hindernis- und Langstreckenläufer                                                      | 82    |       |
| 3. Februar  | The Big Bopper                           | US-amerikanischer Rock'n Roll-Musiker                                                             | 28    |       |
| 3. Februar  | Ritchie Valens                           | US-amerikanischer Rock-’n’-Roll-Musiker                                                           | 17    |       |
| 4. Februar  | Vincent M. Brennan                       | US-amerikanischer Politiker                                                                       | 68    |       |
| 4. Februar  | Robert Emerson                           | US-amerikanischer Chemiker und Biophysiker                                                        | 55    |       |
| 4. Februar  | Una O’Connor                             | irische Schauspielerin                                                                            | 78    |       |
| 4. Februar  | Alois Weinzierl                          | deutscher Bäckermeister und Politiker (BVP, CSU), MdL Bayern und Landrat                          | 79    |       |
| 4. Februar  | Ernst Karl Winter                        | österreichischer Soziologe und Publizist                                                          | 63    |       |
| 5. Februar  | Johannes Boelitz                         | deutscher evangelischer Geistlicher                                                               | 90    |       |
| 05. Februar | George Gyles                             | kanadischer Segler                                                                                | 81    |       |
| 5. Februar  | Heinrich Hirz                            | deutscher Industriemanager                                                                        | 71    |       |
| 5. Februar  | Curt Sachs                               | deutsch-US-amerikanischer Musiktheoretiker und Hochschullehrer                                    | 77    |       |
| 5. Februar  | Joseph Tiedemann                         | deutscher Architekt, Hochschullehrer und Denkmalpfleger                                           | 74    |       |
| 6. Februar  | Hermann Heerdt                           | preußischer Verwaltungsbeamter und Landrat                                                        | 58    |       |
| 6. Februar  | Jules Mazellier                          | französischer Komponist und Dirigent                                                              | 79    |       |
| 6. Februar  | Frank Lorymer Riseley                    | englischer Tennisspieler                                                                          | 81    |       |
| 6. Februar  | Carl von Wedelstaedt                     | Oberbürgermeister von Gelsenkirchen                                                               | 94    |       |
| 7. Februar  | Guitar Slim                              | US-amerikanischer Blues-Gitarrist                                                                 | 32    |       |
| 7. Februar  | Theodor Klotz-Dürrenbach                 | österreichischer Maler und Grafiker                                                               | 68    |       |
| 7. Februar  | Daniel François Malan                    | Premierminister Südafrikas und Mitglied der Nasionale Party                                       | 84    |       |
| 7. Februar  | Christine Olden                          | österreichisch-US-amerikanische Psycho- und Kinderanalytikerin                                    | 70    |       |
| 7. Februar  | John Semmelink                           | kanadischer Skirennläufer                                                                         | 20    |       |
| 7. Februar  | Claude Storez                            | französischer Automobilrennfahrer                                                                 | 31    |       |
| 8. Februar  | Próspero Bisquertt                       | chilenischer Komponist, Dirigent, Pianist und Lehrer                                              | 77    |       |
| 8. Februar  | William J. Donovan                       | US-amerikanischer Jurist und Geheimdienst-Mitarbeiter                                             | 76    |       |
| 8. Februar  | Lloyd C. Griscom                         | US-amerikanischer Anwalt, Diplomat und Herausgeber                                                | 86    |       |
| 8. Februar  | Philipp Heineken                         | deutscher Sportpionier                                                                            | 85    |       |
| 8. Februar  | Josef Friedrich Perkonig                 | kärntnerischer Schriftsteller                                                                     | 68    |       |
| 8. Februar  | Daniel Soubeyran                         | französischer Ruderer                                                                             | 83    |       |
| 8. Februar  | Gustav Völpel                            | deutscher Henker                                                                                  | 57    |       |
| 9. Februar  | Ossip Dymow                              | russisch-US-amerikanischer Schriftsteller, Drehbuchautor und Regisseur                            | 80    |       |
| 9. Februar  | Adolf Heiz                               | deutscher Politiker, MdL                                                                          | 67    |       |
| 9. Februar  | Helmut Lehmann                           | deutscher Politiker (SPD, SED), MdV                                                               | 76    |       |
| 9. Februar  | Karl Mauss                               | deutscher Offizier                                                                                | 60    |       |
| 11. Februar | Robert Altmayer                          | französischer Generalleutnant                                                                     | 83    |       |
| 11. Februar | Hardy Cross                              | US-amerikanischer Bauingenieur                                                                    | 74    |       |
| 11. Februar | Gottfried von und zu Gilsa               | deutscher Verwaltungsbeamter und Rittergutsbesitzer                                               | 79    |       |
| 11. Februar | Jean Margraff                            | französischer Säbelfechter                                                                        | 82    |       |
| 11. Februar | Julius Pieper                            | deutscher Politiker, MdL                                                                          | 76    |       |
| 11. Februar | Bernhard Salzmann                        | deutscher Politiker                                                                               | 72    |       |
| 11. Februar | Marshall Teague                          | US-amerikanischer Automobilrennfahrer                                                             | 36    |       |
| 12. Februar | George Antheil                           | US-amerikanischer Pianist, Komponist, Erfinder                                                    | 58    |       |
| 12. Februar | Eugene Floyd DuBois                      | US-amerikanischer Physiologe                                                                      | 76    |       |
| 12. Februar | Johannes Eckert                          | deutsches Original (Frankfurt)                                                                    | 71    |       |
| 12. Februar | Georg Kliesch                            | deutscher Theologe und Politiker, MdL                                                             | 62    |       |
| 12. Februar | Alexandar Teodorow-Balan                 | bulgarischer Philologe, Literaturhistoriker, Bibliograph                                          | 99    |       |
| 12. Februar | Edward Tuohy                             | US-amerikanischer Anästhesist                                                                     | 50    |       |
| 13. Februar | Al. Altajew                              | russische bzw. sowjetische Schriftstellerin                                                       | 86    |       |
| 13. Februar | William Axt                              | US-amerikanischer Komponist                                                                       | 70    |       |
| 13. Februar | Johannes Degener                         | deutscher Politiker, MdBB, MdB                                                                    | 69    |       |
| 13. Februar | Adolf Göggel                             | deutscher Politiker                                                                               | 78    |       |
| 13. Februar | Paul Günther                             | deutscher Wasserspringer                                                                          | 76    |       |
| 13. Februar | Gustav Harmony                           | deutscher Politiker, MdR                                                                          | 83    |       |
| 13. Februar | Magda von Hattingberg                    | österreichische Pianistin und Schriftstellerin                                                    | 75    |       |
| 13. Februar | Thomas Laird Kennedy                     | 15. Premierminister von Ontario                                                                   | 80    |       |
| 13. Februar | Erich Lück                               | deutscher Politiker                                                                               | 51    |       |
| 13. Februar | Georg Reimer                             | deutscher Heimatforscher                                                                          | 77    |       |
| 13. Februar | Erich Schneider                          | deutscher Politiker                                                                               | 63    |       |
| 13. Februar | Karl Wilczynski                          | deutscher Schriftsteller und Journalist                                                           | 74    |       |
| 14. Februar | Baby Dodds                               | US-amerikanischer Jazz-Schlagzeuger                                                               | 60    |       |
| 14. Februar | Robert Flügger                           | deutscher Politiker, MdL                                                                          | 62    |       |
| 14. Februar | Karl Gatermann der Ältere                | deutscher Maler, Zeichner und Grafiker                                                            | 75    |       |
| 14. Februar | Erich Hoffmann                           | deutscher Politiker, MdHB                                                                         | 53    |       |
| 14. Februar | Hans von Loewenstein zu Loewenstein      | deutscher Bergbau-Ingenieur und Wirtschaftspolitiker, MdR                                         | 85    |       |
| 14. Februar | Gerald Moira                             | britischer Maler und Bühnenbildner                                                                | 70    |       |
| 14. Februar | Ludolf Hermann Müller                    | deutscher Theologe                                                                                | 76    |       |
| 14. Februar | Fritz Röhrs                              | deutscher Maler und Künstler                                                                      | 62    |       |
| 14. Februar | Ulrich Wille junior                      | Schweizer Offizier                                                                                | 81    |       |
| 15. Februar | Paul Chalfin                             | US-amerikanischer Innenarchitekt                                                                  | 84    |       |
| 15. Februar | Ralph Eastwood                           | britischer General und Gouverneur                                                                 | 68    |       |
| 15. Februar | Andre Gassner                            | österreichischer Politiker und Unternehmer, Landtagsabgeordneter zum Vorarlberger Landtag         | 75    |       |
| 15. Februar | Karl Kneschke                            | deutscher Politiker, MdV, Bundessekretär des KB                                                   | 61    |       |
| 15. Februar | Tomás Alberto Le Breton                  | argentinischer Diplomat                                                                           | 90    |       |
| 15. Februar | Margit Madarász                          | ungarische Tennisspielerin                                                                        | 74    |       |
| 15. Februar | Hermann Mayer                            | österreichischer Politiker, Landtagsabgeordneter zum Vorarlberger Landtag                         | 69    |       |
| 15. Februar | Owen Willans Richardson                  | englischer Physiker                                                                               | 79    |       |
| 16. Februar | Frederick Charles Adler                  | US-amerikanisch-deutscher Dirigent                                                                | 69    |       |
| 16. Februar | Tim Mara                                 | US-amerikanischer Footballfunktionär                                                              | 71    |       |
| 16. Februar | Wilhelm Schmurr                          | deutscher Maler und Hochschullehrer                                                               | 80    |       |
| 16. Februar | Johannes Sievers                         | deutscher Oberkirchenrat                                                                          | 77    |       |
| 16. Februar | Shirley W. Smith                         | US-amerikanischer Autor, Vizepräsident der University of Michigan                                 | 83    |       |
| 16. Februar | Ernst Zgraggen                           | Schweizer Politiker                                                                               | 62    |       |
| 17. Februar | Şerif Arzık                              | türkischer Journalist, Leiter der Nachrichtenagentur Anadolu                                      |       |       |
| 17. Februar | Luigi Emanueli                           | italienischer Elektrotechniker und Erfinder                                                       | 75    |       |
| 17. Februar | Muzaffer Ersü                            | türkischer Politiker, Ministerpräsident der Regierung Menderes                                    |       |       |
| 17. Februar | Otfrid von Hanstein                      | deutscher Schriftsteller                                                                          | 89    |       |
| 17. Februar | Nikolai Köstner                          | estnischer Politiker und Wirtschaftswissenschaftler                                               | 69    |       |
| 17. Februar | Anthony George Maldon Michell            | australischer Maschinenbau- und Hydraulik-Ingenieur                                               | 88    |       |
| 17. Februar | Ali Server Somuncuoğlu                   | türkischer Politiker, Minister der Regierung Menderes                                             |       |       |
| 17. Februar | Kemal Zeytinoğlu                         | türkischer Ingenieur und Politiker                                                                |       |       |
| 18. Februar | Alfred Alessandrescu                     | rumänischer Komponist, Dirigent, Pianist, Musikwissenschaftler, Hochschullehrer und Musikkritiker | 65    |       |
| 18. Februar | Wilhelm Baumgarten                       | österreichischer Architekt                                                                        | 74    |       |
| 18. Februar | Ernst Bettelheim                         | ungarischer Jurist und kommunistischer Funktionär                                                 | 69    |       |
| 18. Februar | Gago Coutinho                            | portugiesischer Offizier der Kriegsflotte, Seefahrer und Historiker                               | 90    |       |
| 18. Februar | Hermann Foppa                            | deutscher Politiker (NSDAP), MdR, Abgeordneter zum Nationalrat                                    | 76    |       |
| 18. Februar | Robert Kandelhardt                       | deutscher Geigenbauer                                                                             | 91    |       |
| 18. Februar | Paul Schwerdt                            | deutscher Politiker (KPD), MdL                                                                    | 59    |       |
| 18. Februar | Erich Zeisl                              | österreichischer Komponist und Musikpädagoge                                                      | 53    |       |
| 19. Februar | Julius Gilmer                            | deutscher Politiker, MdL                                                                          | 78    |       |
| 19. Februar | Ernst Kahn                               | deutscher Bankier, Journalist, Sozialpolitiker und Wirtschaftswissenschaftler                     | 74    |       |
| 19. Februar | Antoni Kenar                             | polnischer Bildhauer und Pädagoge                                                                 | 52    |       |
| 19. Februar | Daniel A. Reed                           | US-amerikanischer Politiker                                                                       | 83    |       |
| 19. Februar | Selma vom Scheidt                        | deutsche Opernsängerin                                                                            | 84    |       |
| 19. Februar | Fritz Spieß                              | deutscher Konteradmiral                                                                           | 77    |       |
| 19. Februar | Johannes Valentin                        | deutscher Pharmaziehistoriker und Hochschullehrer an der Universität Greifswald                   | 74    |       |
| 20. Februar | George Archainbaud                       | französischer Filmregisseur                                                                       | 68    |       |
| 20. Februar | Otto Bartning                            | deutscher Architekt und Architekturtheoretiker                                                    | 75    |       |
| 20. Februar | Hugo von Bouvard                         | österreichischer Landschaftsmaler                                                                 | 79    |       |
| 20. Februar | Hildegarde Beatrice Hinde                | Britische Autorin, Linguistin und Anthropologin                                                   |       |       |
| 20. Februar | Arthur Schaarschmidt                     | deutscher Radiologie-Ingenieur                                                                    | 79    |       |
| 21. Februar | Karel Buchta                             | tschechoslowakischer Skisportler                                                                  | 61    |       |
| 21. Februar | August Kunze                             | deutscher Politiker, Gewerkschaftsfunktionär                                                      | 66    |       |
| 21. Februar | Grace Palotta                            | britische Schauspielerin und Schriftstellerin                                                     |       |       |
| 21. Februar | Kurt Priemel                             | Direktor des Frankfurter Zoos (1908–1938)                                                         | 78    |       |
| 21. Februar | Paul Radin                               | US-amerikanischer Anthropologe                                                                    | 75    |       |
| 21. Februar | Ferdinand Rothe                          | deutscher Jurist und Bankfachmann                                                                 | 82    |       |
| 21. Februar | Otto Schäfer                             | deutscher Architekt                                                                               | 76    |       |
| 22. Februar | Alois Gruber                             | österreichischer Politiker, Abgeordneter zum Nationalrat                                          | 50    |       |
| 22. Februar | Harold Hardwick                          | australischer Schwimmer, Boxer und Rugby-Union-Spieler                                            | 70    |       |
| 22. Februar | Karl Hessenberg                          | deutscher Elektrotechnik-Ingenieur und Mathematiker                                               | 54    |       |
| 22. Februar | Otto Illies                              | deutscher Maler                                                                                   | 78    |       |
| 22. Februar | Dmitri Sacharowitsch Manuilski           | Erster Sekretär der Kommunistischen Partei der Ukraine                                            | 75    |       |
| 22. Februar | Henri François Martin                    | Schweizer Diplomat                                                                                | 80    |       |
| 22. Februar | William Hobson Mills                     | englischer Chemiker                                                                               | 85    |       |
| 22. Februar | Robert Noorduyn                          | niederländischer Hersteller von Flugzeugen                                                        | 65    |       |
| 22. Februar | Francis Pélissier                        | französischer Radrennfahrer                                                                       | 64    |       |
| 22. Februar | Louis Pesch                              | luxemburgischer Radrennfahrer                                                                     | 54    |       |
| 22. Februar | Theodore Reed                            | US-amerikanischer Filmproduzent und -regisseur                                                    | 71    |       |
| 22. Februar | Mona Tracy                               | neuseeländische Journalistin und Autorin von Gedichten, Kurzgeschichten sowie Romanen             | 67    |       |
| 22. Februar | Karl Truppe                              | österreichischer Maler und Künstler                                                               | 72    |       |
| 23. Februar | Pierre Frieden                           | luxemburgischer Politiker und Schriftsteller                                                      | 66    |       |
| 23. Februar | Kurt May                                 | deutscher Germanist                                                                               | 66    |       |
| 23. Februar | Luis Palés Matos                         | puerto-ricanischer Dichter                                                                        | 60    |       |
| 23. Februar | Alfred Siggel                            | deutscher Orientalist, Hochschullehrer, Bezirksbürgermeister                                      | 74    |       |
| 24. Februar | Heinrich Aumund                          | deutscher Unternehmer und Hochschullehrer                                                         | 85    |       |
| 24. Februar | Emil Lohner                              | Schweizer Politiker                                                                               | 93    |       |
| 24. Februar | Peter Schlumbom                          | deutscher Kaufmann und Handelsunternehmer                                                         | 71    |       |
| 24. Februar | Stanley Shoveller                        | englischer Hockeyspieler                                                                          | 77    |       |
| 24. Februar | Henri Strohl                             | französischer protestantischer Theologe                                                           | 84    |       |
| 24. Februar | Paul Zaunert                             | deutscher Sagenforscher                                                                           | 79    |       |
| 24. Februar | Frederik Ludvig Bang von Zeuthen         | dänischer Ökonom                                                                                  | 70    |       |
| 25. Februar | Eliyahu Berligne                         | israelischer Jurist, Unternehmer und Politiker                                                    |       |       |
| 25. Februar | Klaudsij Szjapanawitsch Dusch-Duscheuski | weißrussischer Architekt, Journalist und Politiker                                                | 67    |       |
| 25. Februar | Erich Fürchtegott Heeger                 | deutscher Pflanzenbauwissenschaftler                                                              | 51    |       |
| 25. Februar | Vinzenz Marschall                        | deutscher Künstler                                                                                | 69    |       |
| 25. Februar | Celine Martin                            | französische Nonne im Orden der Unbeschuhten Karmelitinnen                                        | 89    |       |
| 25. Februar | Erich Sauer                              | deutscher evangelischer Theologe, Leiter der Bibelschule Wiedenest                                | 60    |       |
| 26. Februar | Alexandra Duff, 2. Duchess of Fife       | Mitglied der britischen königlichen Familie                                                       | 67    |       |
| 26. Februar | Stojan Romanski                          | bulgarischer Philologe und Ethnograph                                                             | 76    |       |
| 26. Februar | Satō Kōtoku                              | japanischer Generalleutnant                                                                       | 65    |       |
| 27. Februar | Constantin Budeanu                       | rumänischer Elektroingenieur                                                                      | 72    |       |
| 27. Februar | Ludwig Mann                              | deutscher Bauingenieur                                                                            | 87    |       |
| 27. Februar | Patrick O’Connell                        | irischer Fußballspieler und -trainer                                                              | 71    |       |
| 27. Februar | Abner Zwillman                           | US-amerikanischer Gangsterboss                                                                    |       |       |
| 28. Februar | Maxwell Anderson                         | US-amerikanischer Dramatiker                                                                      | 70    |       |
| 28. Februar | Angelo Bartolomasi                       | italienischer Bischof                                                                             | 89    |       |
| 28. Februar | Beatrix Farrand                          | US-amerikanische Landschaftsarchitektin                                                           | 86    |       |
| 28. Februar | Philipp Faust                            | deutscher Maurer und Schriftsteller                                                               | 60    |       |
| 28. Februar | Paul Oestreich                           | deutscher Pädagoge                                                                                | 80    |       |
| 28. Februar | Waldemar von Wasielewski                 | deutscher Schriftsteller                                                                          | 83    |       |
| Februar     | Clayton R. Lusk                          | US-amerikanischer Rechtsanwalt und Politiker                                                      | 86    |       |
| Februar     | Abisch Meisels                           | jiddischer Theaterautor                                                                           | 65    |       |
| Februar     | Griff Williams                           | US-amerikanischer Pianist und Bigband-Leader                                                      |       |       |

## März
| Tag      | Name                                    | Beruf, bekannt als                                                                       | Alter | Beleg |
| -------- | --------------------------------------- | ---------------------------------------------------------------------------------------- | ----- | ----- |
| 1. März  | Franz Xaver Bucher                      | deutscher Maler                                                                          | 59    |       |
| 1. März  | Mack Gordon                             | US-amerikanischer Textdichter                                                            | 54    |       |
| 1. März  | Luitgard Himmelheber                    | deutsche Frauenrechtlerin und Politikerin                                                | 84    |       |
| 1. März  | Richard Reimans                         | niederländischer Maler                                                                   | 76    |       |
| 1. März  | Alexander Freiherr von Wangenheim       | deutscher Politiker, MdR                                                                 | 86    |       |
| 2. März  | Eric Blore                              | britischer Theater- und Filmschauspieler                                                 | 71    |       |
| 2. März  | William A. Horning                      | US-amerikanischer Artdirector und Production Designer                                    | 54    |       |
| 2. März  | Yrjö Kilpinen                           | finnischer Komponist                                                                     | 67    |       |
| 2. März  | Julius Mark                             | estnischer Sprachwissenschaftler                                                         | 68    |       |
| 2. März  | Franz Martin                            | deutscher Bildhauer                                                                      | 55    |       |
| 2. März  | Adam McMullen                           | US-amerikanischer Politiker                                                              | 86    |       |
| 3. März  | Karl Böhler                             | deutscher Politiker                                                                      | 56    |       |
| 3. März  | Lou Costello                            | US-amerikanischer Schauspieler, Produzent und Komiker                                    | 52    |       |
| 3. März  | Philémon Cousineau                      | kanadischer Jurist und Politiker (Québec)                                                | 84    |       |
| 3. März  | Maurits Frank                           | niederländischer Cellist und Musikpädagoge                                               | 66    |       |
| 3. März  | Karl Maßmann                            | deutscher Bankdirektor                                                                   | 69    |       |
| 3. März  | Martin Mulert                           | deutscher Politiker (FDP, FVP, FDV)                                                      | 64    |       |
| 3. März  | Paul Nicolas                            | französischer Fußballspieler                                                             | 59    |       |
| 3. März  | Georg Puchert                           | deutsch-baltischer Waffenhändler                                                         | 43    |       |
| 3. März  | Hans Sperl                              | österreichischer Rechtswissenschaftler und Autor                                         | 97    |       |
| 3. März  | Joseph Clement Willging                 | US-amerikanischer Geistlicher, Bischof von Pueblo                                        | 74    |       |
| 4. März  | Tom Bromilow                            | englischer Fußballspieler und -trainer                                                   | 64    |       |
| 4. März  | Albert Demnitz                          | deutscher Tierarzt                                                                       | 66    |       |
| 4. März  | Maria Einsmann                          | deutsche Frau, die in der Weimarer Republik als Mann lebte und arbeitete                 | 74    |       |
| 4. März  | Ralph A. Gamble                         | US-amerikanischer Jurist und Politiker                                                   | 73    |       |
| 4. März  | W. W. Greg                              | britischer Literaturwissenschaftler                                                      | 83    |       |
| 4. März  | Maxie Long                              | US-amerikanischer Sprinter                                                               | 80    |       |
| 4. März  | Gero von Merhart                        | österreichischer Prähistoriker                                                           | 72    |       |
| 4. März  | Franz Moschna                           | österreichischer Politiker, Landtagsabgeordneter                                         | 81    |       |
| 4. März  | Georg Karl Rohde                        | deutscher Glasmaler                                                                      | 84    |       |
| 4. März  | Lola Stein                              | deutsche Schriftstellerin                                                                | 73    |       |
| 4. März  | Ruggero Verity                          | italienischer Lepidopterologe                                                            | 75    |       |
| 5. März  | Alf Blütecher                           | norwegischer Schauspieler beim deutschen Stummfilm                                       | 79    |       |
| 5. März  | Karl Kegel                              | deutscher Bergbauingenieur                                                               | 82    |       |
| 5. März  | Cécile Lauru                            | französische Cellistin und Komponistin                                                   | 77    |       |
| 5. März  | Julián López Pineda                     | honduranischer Diplomat                                                                  | 76    |       |
| 5. März  | Hans Seidel                             | deutscher Politiker, MdR                                                                 | 78    |       |
| 6. März  | Guido Brignone                          | italienischer Filmregisseur und -schauspieler                                            | 72    |       |
| 6. März  | Robert Coulondre                        | französischer Diplomat                                                                   | 73    |       |
| 6. März  | Johann Dreyschütz                       | deutscher Lithograph und Maler                                                           | 78    |       |
| 6. März  | Alfred Freitag                          | deutscher Politiker, Landtagsabgeordneter Volksstaat Hessen                              | 79    |       |
| 6. März  | Joseph F. Guffey                        | US-amerikanischer Politiker                                                              | 88    |       |
| 6. März  | Roberto Roberti                         | italienischer Filmregisseur und Schauspieler                                             | 79    |       |
| 6. März  | Hilda Ross                              | neuseeländische Politikerin                                                              | 75    |       |
| 6. März  | Hermann Thiele                          | deutscher Kommunalpolitiker und Landrat                                                  | 63    |       |
| 7. März  | Robert Carlsen                          | deutscher Offizier, Landwirt und Politiker, MdL                                          | 80    |       |
| 7. März  | Hatoyama Ichirō                         | Premierminister von Japan                                                                | 76    |       |
| 7. März  | Fritz Heinrich                          | deutscher Politiker, MdB                                                                 | 38    |       |
| 7. März  | T. C. Murray                            | irischer Dramatiker                                                                      | 86    |       |
| 7. März  | Arthur Cecil Pigou                      | englischer Ökonom                                                                        | 81    |       |
| 7. März  | Adolf Smekal                            | österreichischer Physiker                                                                | 63    |       |
| 7. März  | Paul Troschke                           | deutscher Geistlicher und Kirchenstatistiker                                             | 90    |       |
| 8. März  | Edmond Bille                            | Schweizer Künstler                                                                       | 81    |       |
| 8. März  | Mia Boissevain                          | niederländische Zoologin und Frauenrechtlerin                                            | 80    |       |
| 8. März  | Max Gerson                              | deutsch-US-amerikanischer Arzt                                                           | 77    |       |
| 8. März  | Karl Anton Klammer                      | österreichischer Offizier und Übersetzer                                                 | 79    |       |
| 8. März  | Robert Van Eenaeme                      | belgischer Radrennfahrer                                                                 | 42    |       |
| 8. März  | Hans Bahlsen                            | deutscher Unternehmer, Mitgeschäftsführer der Firma Bahlsen                              | 57    |       |
| 9. März  | Brigitte Frank                          | deutsche Ehefrau von Hans Frank                                                          | 63    |       |
| 9. März  | Wilhelm Löbsack                         | deutscher Autor und NS-Propagandist                                                      | 50    |       |
| 9. März  | Walter Möbius                           | deutscher Fotograf                                                                       | 59    |       |
| 9. März  | Paul Steinkühler                        | deutscher Handwerkskammerpräsident                                                       | 86    |       |
| 10. März | Alfred Horn                             | österreichischer Politiker, Abgeordneter zum Nationalrat                                 | 60    |       |
| 10. März | Heinrich Kipper                         | bukowinadeutscher Lehrer, Schriftsteller, Journalist und Mundartdichter                  | 83    |       |
| 10. März | Toni Mark                               | österreichischer Skirennläufer                                                           | 24    |       |
| 10. März | Floyd Lavinius Parks                    | US-amerikanischer General                                                                | 63    |       |
| 10. März | Karl Weinreich                          | Landtagsabgeordneter Waldeck                                                             | 72    |       |
| 11. März | Lester Dent                             | US-amerikanischer Schriftsteller                                                         | 54    |       |
| 11. März | Otis F. Glenn                           | US-amerikanischer Politiker                                                              | 79    |       |
| 11. März | Ödön Radvány                            | ungarischer Ringer                                                                       | 70    |       |
| 11. März | Haydn Wood                              | englischer Komponist und Geiger                                                          | 76    |       |
| 12. März | Louise Grütter                          | Schweizer Lehrerin und Frauenrechtlerin                                                  | 79    |       |
| 12. März | Artur Portela                           | portugiesischer Journalist und Schriftsteller                                            | 57    |       |
| 13. März | Bernard Butler                          | irischer Politiker                                                                       | 72    |       |
| 13. März | Andrés Gaos                             | spanischer Violinist, Komponist und Musikpädagoge                                        | 84    |       |
| 13. März | Curt Kuhl                               | deutscher Theologe                                                                       | 68    |       |
| 13. März | Engelbertus Lagerwey                    | niederländischer, altkatholischer Bischof                                                | 78    |       |
| 13. März | Louis Löschner                          | deutscher Architekt und Möbeldesigner                                                    | 77    |       |
| 13. März | Robert Neumaier                         | deutscher Fußballspieler                                                                 | 73    |       |
| 13. März | Karl Trumpf                             | deutscher Bildhauer                                                                      | 68    |       |
| 14. März | Gottlieb Brandsch                       | siebenbürgischer evangelischer Pfarrer und Volksliedsammler                              | 86    |       |
| 14. März | Paul Horn                               | deutscher Bildhauer                                                                      | 82    |       |
| 14. März | Max Lingner                             | deutscher Maler, Graphiker und Widerstandskämpfer gegen das NS-Regime                    | 70    |       |
| 14. März | Alma de l’Aigle                         | deutsche Pädagogin, Autorin und Rosenkennerin                                            | 70    |       |
| 14. März | Erna Maraun                             | deutsche Sozialpädagogin und Sozialpolitikerin                                           | 58    |       |
| 14. März | Arnett Nelson                           | US-amerikanischer Jazz- und Bluesmusiker                                                 | 67    |       |
| 14. März | Artur Steinwenter                       | österreichischer Rechtshistoriker                                                        | 70    |       |
| 14. März | Georg Stieler                           | deutscher Philosoph, Pädagoge und Hochschullehrer                                        | 75    |       |
| 14. März | Christine Szabo-Engelmann               | österreichische Eiskunstläuferin                                                         | 84    |       |
| 14. März | Ignaz Zadek junior                      | deutscher Arzt und Berliner Kommunalpolitiker                                            | 72    |       |
| 15. März | Thomas Swindlehurst                     | britischer Tauzieher                                                                     | 84    |       |
| 15. März | Lester Young                            | US-amerikanischer Tenorsaxophonist und Klarinettist                                      | 49    |       |
| 16. März | António Botto                           | portugiesischer Lyriker                                                                  | 61    |       |
| 16. März | Frederico Carlos Hoehne                 | brasilianischer Botaniker                                                                | 77    |       |
| 16. März | Jops Reeman                             | niederländischer Fußballspieler                                                          | 72    |       |
| 17. März | Raffaele d’Alessandro                   | Schweizer Komponist, Pianist und Organist                                                | 48    |       |
| 17. März | Pietro Chiesa                           | schweizerischer Maler und Illustrator                                                    | 80    |       |
| 17. März | Carl Drucker                            | deutscher Chemiker                                                                       | 82    |       |
| 17. März | Oskar Keller                            | deutscher Apotheker und Lebensmittelchemiker                                             | 81    |       |
| 17. März | Elena Lukauskienė                       | litauische Schachspielerin                                                               | 50    |       |
| 17. März | Leonie Moser                            | Schweizer Röntgenschwester                                                               | 61    |       |
| 17. März | Fredy Müller                            | deutscher Leichtathlet                                                                   | 53    |       |
| 17. März | Sidney Earle Smith                      | kanadischer Politiker                                                                    | 62    |       |
| 17. März | Selig Eugen Soskin                      | russisch-jüdischer Agrarwissenschaftler und Politiker                                    | 85    |       |
| 17. März | Galaktion Tabidse                       | georgischer Schriftsteller                                                               | 67    |       |
| 17. März | Peet Vallak                             | estnischer Schriftsteller                                                                | 65    |       |
| 17. März | Heinrich Voigtsberger                   | deutscher Generalmajor im Zweiten Weltkrieg                                              | 56    |       |
| 18. März | Émile Dupont                            | belgischer Sportschütze                                                                  | 71    |       |
| 18. März | Wilhelm Pfeiffer                        | deutscher Veterinärmediziner und Hochschullehrer                                         | 91    |       |
| 18. März | Bernhard Poelder                        | deutscher Gewerkschafter und Politiker, MdL                                              | 69    |       |
| 19. März | Johannes van Angeren                    | niederländischer Politiker                                                               | 64    |       |
| 19. März | Umberto Barbaro                         | italienischer Filmtheoretiker, -kritiker, Drehbuchautor und Dokumentarfilmer             | 57    |       |
| 19. März | Antônio Dib Mussi                       | brasilianischer Arzt und Politiker                                                       | 47    |       |
| 19. März | Werner Näf                              | Schweizer Historiker                                                                     | 64    |       |
| 19. März | Dietrich Preyer                         | deutscher Offizier, Hochschullehrer und Politiker, MdR                                   | 81    |       |
| 19. März | Georg Stertz                            | deutscher Psychiater und Neurologe                                                       | 80    |       |
| 19. März | Karl Stöckl                             | deutscher Physiker und Hochschullehrer                                                   | 85    |       |
| 19. März | Beata Ziegler                           | deutsche Musikpädagogin (Klavier)                                                        | 74    |       |
| 20. März | Siegmund Kaznelson                      | Redakteur, Verleger, Zionist, Historiker                                                 | 65    |       |
| 20. März | Joseph Wackerle                         | deutscher Bildhauer und Medailleur                                                       | 78    |       |
| 20. März | Franz Xaver Zimmermann                  | österreichischer Schriftsteller                                                          | 82    |       |
| 21. März | Edwin Balmer                            | US-amerikanischer Science-Fiction-Schriftsteller                                         | 75    |       |
| 21. März | William Minot Guertler                  | deutscher Metallurg und Professor der Technischen Hochschule in Berlin                   | 79    |       |
| 21. März | Heinrich Leuchtgens                     | deutscher Politiker, MdB                                                                 | 82    |       |
| 21. März | Péter Mansfeld                          | ungarischer Schüler und Opfer der kommunistischen Justiz in Ungarn                       | 18    |       |
| 21. März | Merrill G. White                        | US-amerikanischer Filmeditor                                                             | 57    |       |
| 22. März | Václav Bláha                            | tschechischer Trompeter und Komponist                                                    | 57    |       |
| 22. März | Walter Friedensburg                     | deutscher Offizier, zuletzt Generalleutnant                                              | 70    |       |
| 22. März | James Griffin                           | irischer Politiker (Fianna Fáil)                                                         | 59    |       |
| 22. März | Olga Leonardowna Knipper                | sowjetische Schauspielerin                                                               | 90    |       |
| 22. März | Erich Wagner                            | deutsch-österreichischer Lagerarzt im KZ Buchenwald                                      | 46    |       |
| 23. März | Guido Klieber                           | deutscher Politiker (NSDAP), MdR                                                         | 60    |       |
| 23. März | Robert Philippi                         | österreichischer Maler                                                                   | 81    |       |
| 23. März | Faye Richmonde                          | US-amerikanischer Jazzsängerin                                                           | 42    |       |
| 23. März | Emma Trentini                           | US-amerikanische Opernsängerin (Sopran) italienischer Herkunft                           | 80    |       |
| 24. März | Alfred Edthofer                         | österreichischer Schauspieler                                                            |       |       |
| 24. März | Fritz Heringhaus                        | deutscher Politiker, MdL                                                                 | 54    |       |
| 24. März | Samuel Wilder King                      | US-amerikanischer Politiker                                                              | 72    |       |
| 24. März | Abd al-Rahman al-Mahdi                  | sudanesischer Politiker                                                                  | 73    |       |
| 24. März | Paul A. Miedtke                         | US-amerikanischer Musiker und Marschmusikkomponist                                       | 64    |       |
| 25. März | Albert Krushel                          | US-amerikanischer Radrennfahrer                                                          | 69    |       |
| 25. März | Isaak Lipnitzky                         | sowjetischer Schachspieler und Autor                                                     | 35    |       |
| 25. März | Billy Mayerl                            | englischer Pianist und Komponist                                                         | 56    |       |
| 25. März | Jesco von Puttkamer                     | deutscher Generalleutnant                                                                | 82    |       |
| 25. März | S. J. Twining                           | US-amerikanischer Filmtechniker                                                          | 66    |       |
| 25. März | Otto Vittali                            | deutscher Maler                                                                          | 86    |       |
| 25. März | Ludwig Zimmermann                       | deutscher Neuzeithistoriker und Professor                                                | 64    |       |
| 26. März | Franz Blücher                           | deutscher Politiker, MdL, MdB und Bundesminister                                         | 63    |       |
| 26. März | Raymond Chandler                        | US-amerikanischer Krimi-Schriftsteller                                                   | 70    |       |
| 26. März | Reinhard Drenkhahn                      | deutscher Maler und Grafiker                                                             | 33    |       |
| 26. März | Carl Enckell                            | finnischer Politiker, Offizier und Diplomat                                              | 82    |       |
| 26. März | Montserrat Grases                       | spanische Frau, Mitglied der katholischen Organisation Opus Dei                          | 17    |       |
| 26. März | Emil Lang                               | deutscher Agrarwissenschaftler und Agrarökonom                                           | 75    |       |
| 26. März | Edwin Schwerin                          | deutscher Ingenieur                                                                      | 72    |       |
| 26. März | Giannetto Termanini                     | italienischer Turner                                                                     | 76    |       |
| 27. März | Philipp Jakob Bischoff                  | deutscher Politiker, MdL                                                                 | 69    |       |
| 27. März | Willy Grothe                            | deutscher Politiker (NSDAP), MdR                                                         | 73    |       |
| 27. März | David Victor Kelly                      | britischer Botschafter                                                                   | 67    |       |
| 27. März | Arnold Meyer                            | Schweizer Politiker (FDP) und Architekt                                                  | 81    |       |
| 27. März | Ernst Volkmann                          | deutscher Verwaltungsjurist; Finanzsenator der Freien Stadt Danzig (1921–1929)           | 78    |       |
| 27. März | Grant Withers                           | US-amerikanischer Schauspieler                                                           | 54    |       |
| 28. März | Hugo Cordignano                         | italienisch-österreichischer Maler, Bildhauer, Musiker und Komponist                     | 76    |       |
| 28. März | Edmond Debeaumarché                     | französisches Mitglied der Résistance, NS-Opfer                                          | 52    |       |
| 28. März | María Guggiari Echeverría               | paraguayische römisch-katholische Karmelitin, Selige                                     | 34    |       |
| 28. März | Waldemar Ossowski                       | deutscher Journalist und Politiker                                                       | 79    |       |
| 28. März | André Siegfried                         | französischer Soziologe, Wirtschaftsexperte und Schriftsteller, Mitglied der Ehrenlegion | 83    |       |
| 28. März | Štefan Tiso                             | slowakischer Politiker                                                                   | 61    |       |
| 28. März | Josef Weninger                          | österreichischer Anthropologe und Hochschullehrer                                        | 72    |       |
| 29. März | Johnny Allen                            | US-amerikanischer Baseballspieler                                                        |       |       |
| 29. März | Barthélemy Boganda                      | zentralafrikanischer Politiker                                                           | 48    |       |
| 29. März | Ernest R. Hall                          | US-amerikanischer Jurist und Politiker                                                   | 79    |       |
| 29. März | William Richardson                      | englischer Fußballspieler                                                                | 49    |       |
| 30. März | Daniil Leonidowitsch Andrejew           | russischer Schriftsteller und Dichter                                                    | 52    |       |
| 30. März | Robert Muir                             | schottischer Pathologe und Immunologe                                                    | 94    |       |
| 30. März | Ernst Petersen                          | deutscher Architekt und Schauspieler                                                     | 52    |       |
| 30. März | Herbert Tengelmann                      | deutscher Jurist, Kaufmann und Industrieller                                             | 62    |       |
| 30. März | Eduard Wilkening                        | deutscher Politiker, MdHB                                                                | 69    |       |
| 31. März | Ludwig Biber                            | österreichischer Politiker (CS), Landtagsabgeordneter, Stadtrat in Wien                  | 85    |       |
| 31. März | Otto Bollnow                            | deutscher Schullehrer und Heimatforscher                                                 | 81    |       |
| 31. März | Gleb Maximilianowitsch Krschischanowski | russischer Revolutionär und sowjetischer Politiker                                       | 87    |       |
| 31. März | Wilhelm Passavant                       | deutscher Unternehmer                                                                    | 72    |       |
| 31. März | Carl Hugo Steinmüller                   | deutscher Unternehmer                                                                    | 87    |       |
| 31. März | Peter Suhrkamp                          | deutscher Verleger                                                                       | 68    |       |
| 31. März | Pepi Wakovsky                           | österreichischer Liederkomponist und Schrammelmusiker                                    | 59    |       |
| März     | Jewell James Ebers                      | US-amerikanischer Elektroingenieur                                                       | 37    |       |
| März     | Charles Lacoste                         | französischer Maler                                                                      |       |       |
| März     | Erich Lasswitz                          | deutscher Wissenschafts- und Technikjournalist                                           | 78    |       |
| März     | Karl Eugen Offermann                    | deutscher Jurist und Staatsbeamter                                                       | 75    |       |